# Daga Post
Daga Post è una città del Sudan del Sud, situata nello Stato del Nilo Orientale, vicino al confine con l'Etiopia.